# Bonnie Clementsson
Bonnie Maria Clementsson, född 28 november 1969, är en svensk författare och historiker verksam vid Lunds universitet.
Clementsson disputerade 2016 med avhandlingen Förbjudna förbindelser. Föreställningar om incest och incestförbud i Sverige 1680–1940. År 2024 utgavs Fängslade öden. Tjuvar och bedragare i 1800-talets Sverige på Historiska media. Boken nominerades samma år till Augustpriset i kategorin fackböcker.